# Graafwespen
De graafwespen (Crabronidae) zijn een grote familie uit de orde van de vliesvleugeligen (Hymenoptera), niet te verwarren met de langsteelgraafwespen. Om het onderscheid te maken met andere families van graafwespen worden ze ook wel crabronide graafwespen genoemd. In Nederland en België komen ongeveer 160 à 170 soorten graafwespen uit de familie Crabronidae voor.
Vrijwel alle soorten die ooit bij de superfamilie Sphecoidea werden ingedeeld, waarvan de status wordt betwijfeld, behoren tegenwoordig tot de Crabronidae. Er zijn meer dan 200 geslachten en meer dan 9000 soorten. Het is zeer aannemelijk dat meerdere groepen uit de eveneens nog nieuwe familie in de toekomst een eigen familie zullen krijgen, vanwege de zeer gespecialiseerde, maar uiteenlopende biologie en levenswijze.

## Trivia
- Het geslacht Zyzzyx behoort tot de familie Crabronidae en is in woordenboeken, als het is opgenomen, in de regel het allerlaatste woord.
- Soorten uit het geslacht Oxybelus worden ook wel spieswespen genoemd, omdat ze de prooi eerst verlammen en daarna aan de angel rijgen. Vervolgens vliegen ze met de hulpeloze gespietste prooi naar het nest.

## Onderfamilies
- Astatinae Lepeletier, 1845
- Bembicinae Latreille, 1802
- Crabroninae Latreille, 1802
- Dinetinae W. Fox, 1895
- Eremiaspheciinae Menke, 1967
- Mellininae Latreille, 1802
- Pemphredoninae Dahlbom, 1835
- Philanthinae Latreille, 1802

## Geslachten
(Indicatie van aantallen soorten per geslacht tussen haakjes)
- Alysson Panzer, 1806 (6)
- Ammatomus  (2)
- Ammoplanus  (19)
- Argogorytes  (3)
- Astata  (17)
- Belomicrus  (7)
- Bembecinus  (10)
- Bembix  (16)
- Brachystegus  (1)
- Cerceris Latreille, 1802 (50)
- Crabro  (13)
- Crossocerus  (37)
- Dasyproctus  (1)
- Didineis  (6)
- Dinetus  (1)
- Diodontus  (14)
- Dryudella Spinola, 1843 (13)
- Ectemnius Dahlbom, 1845 (26)
- Encopognathus  (1)
- Entomognathus  (5)
- Entomosericus  (2)
- Gastrosericus  (1)
- Gorytes  (17)
- Harpactus  (24)
- Holotachysphex  (2)
- Hoplisoides  (3)
- Larra  (1)
- Larropsis  (3)
- Lestica  (4)
- Lestiphorus  (2)
- Lindenius  (24)
- Liris  (8)
- Megalara  (1)
- Mellinus  (2)
- Mimesa  (13)
- Mimumesa  (8)
- Miscophus  (48)
- Nitela  (6)
- Nysson Latreille, 1796 (34)
- Olgia  (1)
- Oryttus  (2)
- Oxybelus  (25)
- Palarus  (3)
- Passaloecus  (15)
- Pemphredon  (12)
- Philanthus Fabricius, 1790 (7)
- Pison  (4)
- Plenoculus  (1)
- Polemistus  (1)
- Prosopigastra  (7)
- Psammaecius  (1)
- Psen  (1)
- Pseneo  (1)
- Psenulus  (10)
- Pseudomicroides  (2)
- Pseudoscolia  (2)
- Rhopalum  (5)
- Solierella  (8)
- Sphecius Dahlbom, 1844 (3)
- Spilomena  (9)
- Stigmus  (2)
- Stizoides  (3)
- Stizus  (11)
- Synnevrus  (4)
- Tachysphex  (47)
- Tachytes Panzer, 1806 (9)
- Tracheliodes  (3)
- Trypoxylon Latreille, 1796 (16)
- Zyzzyx Pate, 1937